# Poeciloderas lindneri
Poeciloderas lindneri är en tvåvingeart som först beskrevs av Krober 1929.  Poeciloderas lindneri ingår i släktet Poeciloderas och familjen bromsar. Inga underarter finns listade i Catalogue of Life.